# كلاوس كوستا
كلاوس كوستا (بالألمانية: Claus Costa)‏ (15 يونيو 1984 بفورستنفلدبروك في ألمانيا - ) هو لاعب كرة قدم ألماني في مركز الوسط. لعب مع فورتونا دوسلدورف ونادي أوسنابروك ونادي بوخوم ونادي فيكتوريا كولن وVfL Bochum II ‏.

## وصلات خارجية
- كلوز كوستا على موقع قاعدة بيانات كرة القدم.إي يو (الإنجليزية)
- كلوز كوستا على موقع بيانات كرة القدم. دي إي (الألمانية)
- كلوز كوستا على موقع عالم كرة القدم.نت (الإنجليزية)